# 놀이

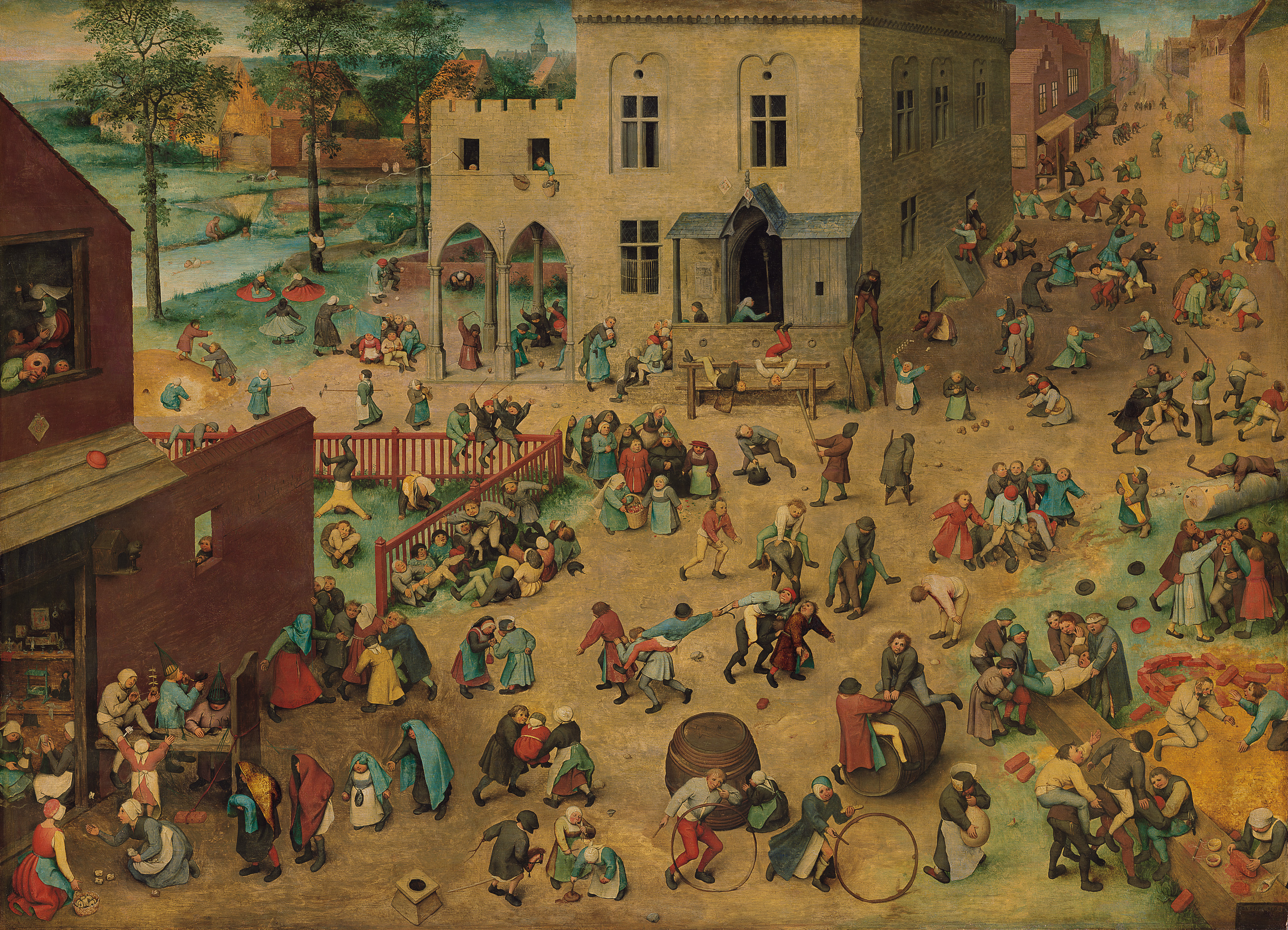
브루겔, 어린이 유희(Kinderspiele), 1560년

놀이(영어: play) 또는 유희(遊戱)는 인간이 재미를 얻고 스트레스를 풀기 위해 하는 활동을 말한다. 물질적 보상 또는 대가를 바라지 않고 하는 행위이며 외부의 강제에 의한 행위도 아니라는 점에서 노동이나 일과 구별되지만, 노동에도 유희적 측면이 있다고 보는 견해도 존재한다.
일반적으로 놀이는 기분전환을 위한 여가 활동으로 규정되며, 서양 기원의 승부와 관련 있는 놀이는 게임(game)으로 불리기도 한다.
즐거움 외에도 민첩성이나 사회성 등 성장에 필요한 경험을 얻기 위해 놀이를 하기도 하는데, 이는 인간뿐 아니라 동물들에게서도 발견되는 현상이다.

## 정의
놀이를 어떠한 것으로 생각하느냐에 관해서는 종래 많은 학설이 있다. 잉여정력설(剩餘精力說)·생활준비설·반복설·휴양설·생물학설 등이 있다. 놀이를 작업과의 대립개념으로 했을 때 그 본질은 분명해진다. 작업은 진지한 것이며, 피곤함과 고됨이 따른다. 또한 의무적·강제적인 것임에 반해서, 놀이는 자기목적적이며, 자기충족적 운동으로, 활동에는 쾌감이 따르고, 또한 자발적·해방적인 것이다.
놀이에는 기본적인 요소로 참여자와 목표가 있어야 하며, 목표에 도달하기 위한 방법(rule)이 추가 요소로 포함될 때도 있다. 근대의 놀이는 기본적으로 방법을 포함하고 있는 것을 의미한다.
놀이의 핵심은 '즐거움'이다. 놀이의 참여자는 놀이 규칙에 따라 수행하는 여러 가지 행위를 하면서 '즐거움'을 얻거나, 특정 행위 이후에 돌아오는 보상으로서 '즐거움'을 얻고자 한다. 즉, 한 사람 이상의 참여자가 과정 또는 목표를 통해 '즐거움'을 얻을 수 있는 행위를 '놀이'라고 부를 수 있다. 여기서 '즐거움'이란, 통념상 타인에게 피해를 입히지 않는 범위 안에서 느끼는 '긴장감, 성취감, 기쁨' 등의 건강한 정신 상태를 말한다.

## 놀이의 특징
- 자발성
- 재미와 즐거움
- 공정한 경쟁
- 규칙 준수
- 주체성
- 상호성

## 놀이의 4대 요소[4]
1. 경쟁(아곤:Agon): 상대를 이기기 위한 경기나 시합
예) 축구, 농구 등
2. 우연(알레아:Alea): 요행을 바라며 하는 놀이
예) 주사위 게임
3. 모방(미미크리:Mimicry): 특정 누군가를 흉내내는 놀이
예) 역할 놀이
4. 현기증(일링크스:Ilinx): 자신의 내부 기관의 혼란과 착란의 상태를 일으키면서 하는 놀이
예) 놀이기구

## 유아기와 놀이
유아기(乳兒期)에는 작업과 놀이가 미분화상태이기 때문에, 놀이에 대해서 어른의 작업에 대한 것과 같이 진지하다. 이 미분화성 때문에 이 시대에서는 놀이 가운데서 작업(간단한 심부름 등)을 시키는 일도 가능하며, 또한 완구(玩具)를 보더라도 일상생활에서 사용되고 있는 여러 가지 도구가 그 역할을 한다.
유아에게는 혼잣놀이나 평행놀이가 많다. 아동기의 중기부터 후기는 집단적 놀이가 특징이며, 소위 갱(gang)시대를 이룬다. 유희집단의 성원 수도 연령과 함께 변화한다. 집단참가의 인원수는 초등학교 저학년에서는 2~4명이던 것이 고학년에 가서는 6~10명으로 증가한다. 그 후 청년기가 됨에 따라 다시 감소한다. 동일유희라도 발달에 따라서 그 구조가 변화한다.
오가와타로(小川太郞)에 의하면, 유희는 혼자서 가능한 조직없는 유희로부터 단순한 규칙을 가진 단순한 조직놀이로, 다시 복잡한 규칙을 가진 복잡한 조직놀이로 변화한다. 아동기부터 청년기에는 놀이가 집단적으로 행해지며, 규칙이 정해진 그룹조직이라든가 운동경기 등이 왕성하게 실시된다. 이 놀이집단을 통해서 협조성이나 자기통제와 같은 성격형성이 가능해지며, 신체의 훈련, 규칙 존중 등의 사회성의 증진이 학습될 가능성이 많다.

### 분류
뵐러(Ch. Buhler)는 놀이를, ① 기능놀이(감각을 사용한다든지, 손발을 움직인다), ② 상상(想像)놀이(소위 경쟁놀이), ③ 구성놀이(토막쌓기·찰흙빚기·描畵 등), ④ 수용(受容)놀이(그림극·레코드 등을 보고 들으며 즐기는 것)등으로 분류하여 발달을 고찰한다.
파텐(M. B. Parten)은 사회적 행동양식에 의해서, ① 아무것도 하고 있지 않는 행동, ② 방관적 행동, ③ 혼잣놀이, ④ 평행놀이, ⑤ 연합놀이, ⑥ 협동놀이로 분류한다.

### 유아기의 놀이 형태
유아기의 놀이의 형태는, 대개 유희활동의 경과형식(經過形式)에 의해서 다음과 같이 분류하여, 그 발달 차이를 알아보고 있다.
미분화형놀이
가장 원시적인 유희활동. 거의 2-3분 간격으로 다른 활동을 나타내며, 더욱이 그 하나하나의 행동이 유희라고 이름붙일 수 없을 정도로 정리되지 않은 것으로 1세아에 많다. 대부분 적응적 목적을 위해 습득한 어떤 하나의 기제로 순환적 반응을 반복하는 행위가 주를 이룬다. 이 시기는 심상이 아닌 기능적 동화가 주를 이룬다는 점에서 다른 단계와 구별된다.
누적형놀이
단편적 유희행동이 모자이크식으로 접합한 것이다. 10분간 정도씩 유희(遊戱)가 계속되나 다음 유희와의 관계성이 없이 이루어지는 놀이 방법으로, 1시간에 4~9종의 놀이가 나타난다. 2~3세아에 가장 많다. 이 시기에 이르른 아동은 단순한 감각운동적 면에서 탈피해 상징적 가작화를 통한 놀이에 집중한다. 하지만 아동은 사진의 행동을 가작화로써 이해하지 않고 습관적으로 의식화하는데에만 머무르며, 이는 누적형놀이와 연속형 놀이를 구분하는 기준이 된다.
연속형놀이
같은 종류의 유희가 1시간 가까이 연속된다. 하나의 유희가 그것과 관계 있는 유희로 발전한다든지, 혹은 다른 유희를 도입하여, 잡다(雜多)하게 하나의 유희의 형태를 이루고 있는 것이다. 2~5세아에 비교적 많다. 이 때에부터는 놀이가 습관화된 의식으로부터 분리되어 상징적 도식의 형태를 취한다.
분절형놀이
정지된 유희활동이 1시간에 2가지나 3가지의 비율로 실시된다. 4~6세아에 많다.
통일형놀이
분절형의 유희가 다시 오래 계속된다. 1시간 내의 대부분이 하나의 유희이다. 분절형 놀이의 상위유희로 이해하는 것이 좋다. 언뜻 보기에는 연속형 놀이와 비슷해보이지만, 각각의 유희 사이에 뚜렷한 차이점이 있다는것으로 연속형 놀이와 구분된다.

## 놀이의 예

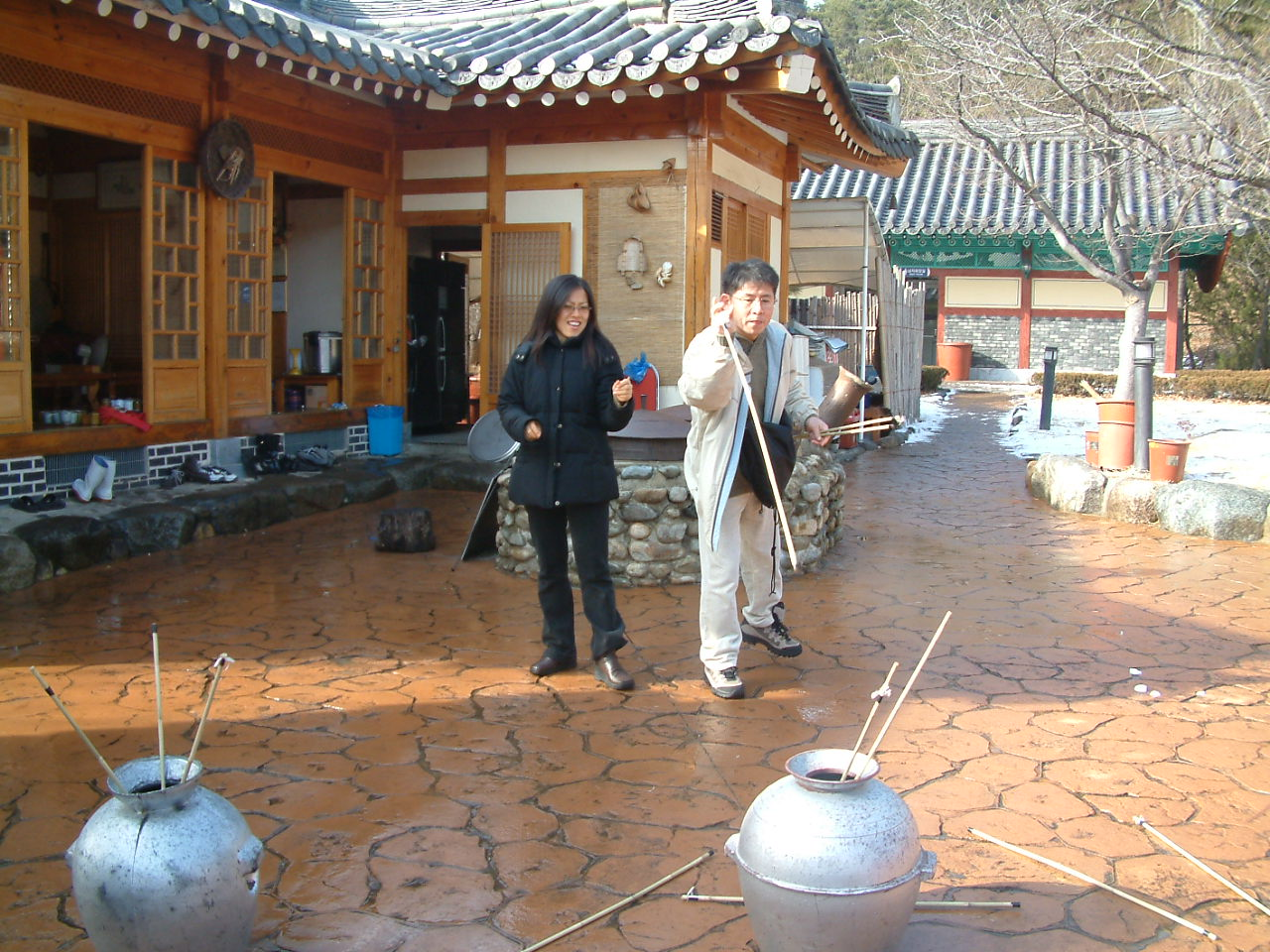
투호

승부나 규칙과 관련이 없는 놀이는 다음과 같다.
- 그네, 시소, 널뛰기, 회전목마, 롤러코스터, 썰매 등 탈것에 의한 놀이
- 사물놀이, 탈춤 등의 공연
- 강강술래, 지신 밟기, 단체 춤 등 여러 사람들이 직접 참여하는 놀이
- 실뜨기(실 모양 만들기), 퍼즐 맞추기 등 과제형 놀이
- 수수께끼, 스무고개 놀이 등 언어를 이용한 놀이
- 소꿉장난, 인형놀이, 코스프레 등 역할 놀이
- 모래성 쌓기, 블록쌓기 등 만들기 놀이
- 스쿠버 다이빙, 번지 점프 등 특수 장비가 필요한 놀이

승부나 규칙과 관련이 있는 놀이는 다음과 같다.
- 가위 바위 보를 이용한 놀이
- 숨바꼭질 등의 단체 놀이
- 고무줄 놀이, 딱지치기, 팽이치기, 연날리기, 투호, 굴렁쇠 등 도구와 숙달이 필요한 놀이
- 끝말 잇기, 삼육구 등 언어를 이용한 놀이

## 같이 보기
- 게임
- 취미
- 놀이공원
- 놀이터
- 한국의 민속놀이